# Васильчук Віктор Борисович
Васи́льчук Віктор Борисович (29 лютого 1960, Коростень, Житомирська область) — український письменник і журналіст.

## Біографія
Народився 29 лютого 1960 року в сім'ї залізничника в місті Коростені Житомирської області. У 1982 році закінчив Київський держуніверситет.
Працював у міськрайонній газеті «Радянське Полісся». У 1992 році вийшла перша книга «Несподівані зустрічі» (м. Житомир). 14 жовтня 1991 року заснував і почав редагувати газету для всіх «Апокаліпсис», а нині це — благодійна вільна газета «Вечірній Коростень», засновник Всеукраїнського літературно-мистецького фестивалю «Просто на Покрову», фундатор премії імені Василя Юхимовича.
Під час аварії на ЧАЕС побував у Чорнобилі, Прип'яті, Дитятках. Відзначений Дипломом Міжнародного рейтингу популярності МАРТІС «Золота Фортуна», «Рукомесло-2009», нагороджений Золотою медаллю Української журналістики, Заслужений журналіст України. У березні 2010 року Віктор Васильчук відсвяткував життєве 50-річчя і 25-річчя творчої діяльності.
Віктор Васильчук був делегатом Першого Всеукраїнського конгресу інтелігенції, Другого з'їзду письменників незалежної України, а також 4-го Позачергового та 5-го з'їздів письменників України.
Публікувався в українських газетах, в журналах «Березіль», «Дніпро», «Паросток», «Рідна природа», «Жінка», «Перець», «Журналіст України», «Гетьман», «Золота доба», «Україна», «Світло спілкування», «Северо-Муйские огни», канадському альманасі «ПортФоліо», білоруському журналі «Метаморфози». Є постійним учасником літературних передач місцевого, обласного, республіканського радіо.
Віктор Васильчук — співзасновник дитячого творчого конкурсу «Полісяночка», конкурсу краси «Міс Літо», керівник літературно-мистецької студії «Древлянка», член редколегії Всеукраїнського дитячого журналу «Дзвіночок», Міжнародної антології  "Південне сонце-7" (Письменники ХХІ століття. Діаманти слів), спецкор «Літературної України». Займається видавничою справою. Видав майже сотню книжок місцевих та українських авторів. Видає щорічний літературно-мистецький альманах «Просто на Покрову», щоквартальнрий кольоровий журнал для дошкільнят «Аллочка-дошколярочка».

## Твори
Окремо видані книги:
- Світ казковий та невигаданий. — Тернопіль: Навчальна книга-Богдан, 2007. — 48 с.
- Тільки один місяць. — Коростень, БВГ «Вечірній Коростень», 1999. — 64 с.
- Приречені на життя. — Коростень, БВГ «Вечірній Коростень», 2002. — 64 с.
- Собака буває кусачою… — Коростень, БВГ «Вечірній Коростень», 2005. — 112 с.
- Мандри темно-вишневої самописки. — Тернопіль: Богдан, 2007. — 48 с.
- Як їжачок ялинку рятував. — Коростень, БВГ «Вечірній Коростень», 2006. — 24 с.
- П'ятнадцять років: від суботи до суботи. — Коростень: БВГ «Вечірній Коростень», 2006. — 182 с.
- Чому Нічка посварилася з Ранком. — Тернопіль: Навчальна книга-Богдан, 2007. — 16 с.
- Гавчик і курчатко" — Тернопіль: Навчальна книга-Богдан, 2008. — 16 с.
- Пригоди Сновиди та його друзів. — Тернопіль: Навчальна книга-Богдан, 2010. — 72 с.[5]
- Буча. — Житомир: Сі-Не-Ен, 1992.
- Під знаком Риб. — Житомир: Рута, 2010. — 72 с.
- Чорнобильські поневіряння Бучі. —Тернопіль: Богдан, 2012. — 56 с.
- Франція: тільки один місяць (Міста і люди). — Київ: Український пріоритет, 2018. — 72 с., іл.
- Пробач мені, Цукерочко!
- Останній бій знайденця
- Мій друг Пончик
- Пригода на Червоній гірці
- In carne (власною персоною)
- Правдиві байки кота Персика

## Відзнаки
У листопаді 2010 року Віктора Васильчука було висунуто на здобуття Премії імені Лесі Українки за 2010 рік.
Лауреат Всеукраїнської премії імені Івана Огієнка за 2014 рік в номінації «Громадська, політична і духовна діяльність», Всеукраїнських премій імені Василя Юхимовича (2013 р.), імені Леоніда Череватенка, Міжнародної літературно-мистецької премії імені Миколи Сингаївського (2016 р.), Золота медаль української журналістики, медаль НСПУ "Почесна відзнака", медаль Джека Лондона, орден "Слава України", Почесний громадянин міста Коростень, Міжнародна літературна премія імені Антуана де Сент-Екзюпері.
Нагороджений грамотами Житомирських облради і облдержадміністрації, Національних спілок журналістів і письменників України, лауреат премії Держподаткової адміністрації України «Золотий кадуцей», нагороджений лауреатським дипломом в номінації «За вагомий внесок у розвиток журналістської та суспільно-громадської діяльності Коростенщини» і медаллю «Трудова слава». Дипломант Міжнародного Академічного рейтингу популярності МАРТІС «Золота Фортуна», Всеукраїнського літературно-мистецького свята «Просто на Покрову», нагороджений медаллю «Трудова слава», «Золотою медаллю української журналістики», медаллю НСПУ «Почесна відзнака», відзнакою «За заслуги перед Коростенем», орденом князя Мала (МГО «Земляцтво житомирян»),  орденом «Слава України», срібною медаллю «Козацька слава», Інтернаціональною медаллю Джека Лондона, Літературною відзнакою імені Валерія Нечипоренка, Корнійчуковська премія (2013, 2015, 2019). «Гордість міста — 2002, 2003, 2012, 2013, 2014, 2017», «Творча гордість міста -2015». Володар «Діамантового Дюка» в Міжнародному українсько-німецькому багаторівневому конкурсі імені Дюка де Рішельє (2016, 2017, 2018, 2019 рр.). Лауреат премії імені Лесі Українки ЖОВ Фонду культури України, премії імені Михайла Дубова, імені Михайла Петренка, Бойківського літературно-краєзнавчого конкурсу імені Мирона Утриска, Всеукраїнських літературних премій імені Василя Юхимовича, Всеукраїнської премії імені Івана Огієнка, імені Бориса Тена, імені Василя Земляка, імені Леоніда Череватенка, імені Леся Мартовича, імені Миколи Томенка, Всеукраїнського літературного конкурсу  «Рукомесло-2009», «Краща книга року — 2011, 2012, 2017», премія «Дідусева казка», лауреат Міжнародної літературної премії імені Антуана де Сент-Екзюпері. Дипломант Першого літературно-мистецького фестивалю «BookФест» в Бородянці, переможець Житомирського обласного конкурсу «Єдина країна», лауреат премії «Ми Вас любимо», Міжнародного конкурсу «Ми — Українці!», «Благодійність у медіа», дипломант Міжнародного фотоконкурсу «Журнальний варіант». Занесений до Енциклопедії сучасної України та до «Золотого фонду нації». Безпартійний. Генерал-хорунжий «Поліської Січі» Українського козацтва.
Почесний громадянин Коростеня (2021).